# Shinbutsu-Shūgō

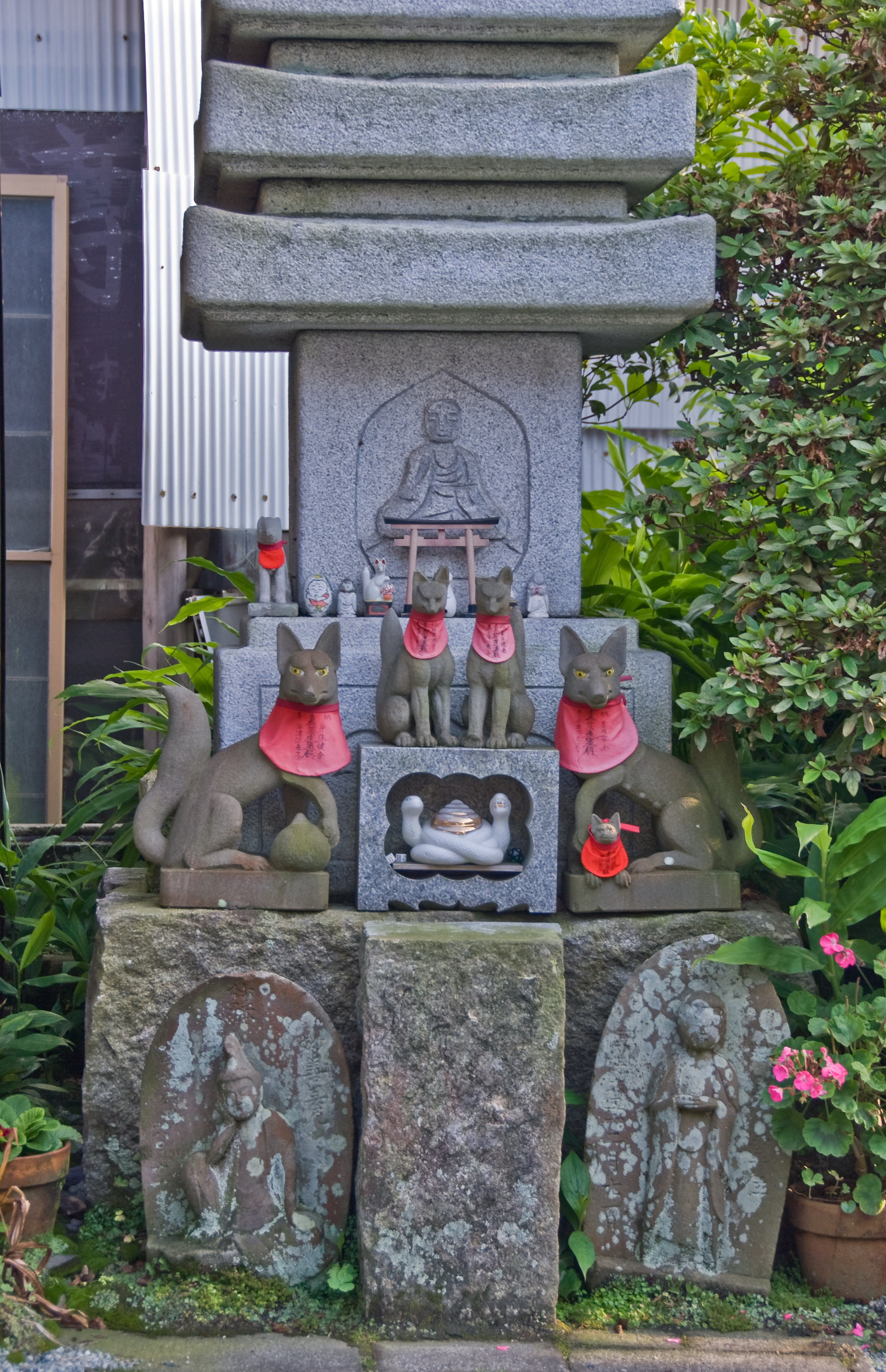
Shintōistische und buddhistische Figuren als auch Architekturelemente beim Jōgyō-ji in Kamakura

Shinbutsu-Shūgō (japanisch 神仏習合) oder auch Shinbutsu-Konkō (神仏混交) ist die japanische Bezeichnung für den Shintō- bzw. Kami-buddhistischen Synkretismus, also die Wechselwirkung des Buddhismus in Japan mit den verschiedensten einheimischen religiösen Glaubensvorstellungen und deren Göttern.
Dieses Prinzip sorgte jahrhundertelang dafür, dass so gut wie keine strenge oder praktische Unterscheidung und Trennung der einheimischen Religion Japans bzw. Shintō und des in der Mitte des 6. Jahrhunderts von China bzw. Korea importierten Buddhismus gemacht wurde. In der Konsequenz wurde Shinbutsu-Shūgō zu einem wesentlichen Faktor für die u. a. vom Historiker Kuroda Toshio (1926–93) gestellte schwierige und bisher noch nicht entschiedene Frage, wann genau Shintō als eigenständige Religion in der Geschichte in Erscheinung getreten ist und welchen Anteil der Buddhismus bei diesem Prozess hatte.

## Geschichte

### Vor der Einführung des Buddhismus (vor 552)
Da der Eintritt des Buddhismus in die japanische Kultur zeitgleich mit der Übernahme der chinesischen Schrift, der ersten in Japan verwendeten Schrift geschah, sind kaum geschichtliche Zeugnisse über japanische Glaubensriten vor der Begegnung Japans mit dem Buddhismus erhalten. Die wenigen Indizien aus dieser Zeit lassen sich lediglich aus einzelnen Passagen in Werken der chinesischen Historiografie wie dem Weizhi aus dem Jahr 297 ableiten.

### Asuka-Zeit (552–710)
In der Asuka-Zeit wandelten sich die politischen Herrschaftsverhältnisse in Japan von einem eher lose organisierten Verbund miteinander auch konkurrierender Klans zu einer zentralistischen Staatsform nach Vorbild des sui- bzw. tang-zeitlichen Kaiserreichs China, mit einer Hauptstadt als Sitz einer zentralen Verwaltung und einem einzelnen Machthaber an der Spitze (dem Tennō). Entsprechend wurden auch die in China gängigen und staatstragenden Religionen und Philosophien in den Prozess der Staatsgründung miteinbezogen, neben dem Buddhismus schloss das z. B. auch den Konfuzianismus mit ein.
So wurde die sukzessive Integration des Buddhismus in den neuen japanischen Staat auch von Seiten der weltlichen Herrscher in Japan gefördert, indem z. B. der Bau von jingūji (神宮寺; „Schrein-Tempel“) finanziell unterstützt wurde. Diese Maßnahmen waren aber von Anfang an ambivalent, ersichtlich z. B. während der Herrschaft des Temmu-tennō, der den Buddhismus förderte und gleichzeitig den Ise-jingū zur zentralen Stätte des kaiserlichen Ahnenkults bestimmte, an dem eine starke Tabuisierung des Buddhismus herrschte. Es gab auch Herrscher, die den Buddhismus kategorisch ablehnten, was bis zur Regierungszeit des Shōmu-tennō in der Nara-Zeit durchaus noch vorkam. So ließ z. B. der Bidatsu-tennō buddhistische Tempel und Statuen verbrennen sowie buddhistische Nonnen auspeitschen.
Zugleich waren buddhistische von weltlichen Ämtern streng getrennt. Angehörige des Adels und auch der Tennō selbst mussten auf ihre Ämter und Privilegien verzichten (insei), wenn sie in den Mönchsstand eintreten wollten.
Zur Verbreitung der in Japan neuen Lehre passte sich der Buddhismus sehr rasch den bestehenden Glaubensvorstellungen an und subsumierte sie in seine eigenen. Begriffe wie Deva wurden sowohl mit dem japanischen ten (chinesisch 天, Pinyin tiān – „Himmel, himmlisch, Wesen mit übermenschlichen Kräften“) als auch kami (chinesisch 神, Pinyin shén – „Gott, Gottheit, Geist, übernatürliches Wesen bzw. übernatürliche Kräfte“) und jingi (神祇 „Götter“) gleichgesetzt. Andererseits wurden die Buddhas und Bodhisattvas von den Priestern der einheimischen Religion als „ausländische Kami“ gedeutet.

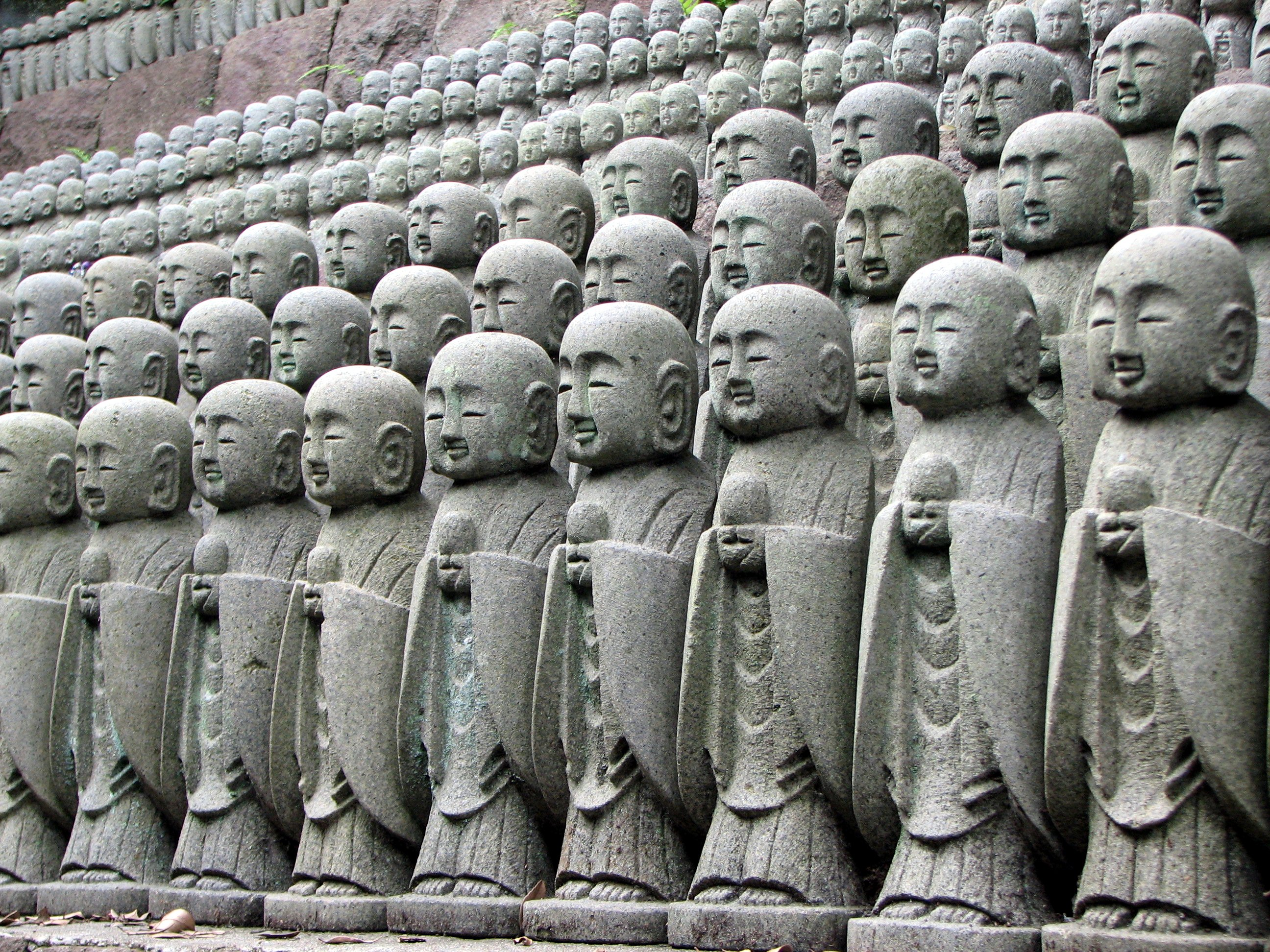
Statuen von Jizō, ein insbesondere im Zusammenhang mit japanischen Totenriten populärer Bodhisattva

Eine religiöse Lücke konnte der Buddhismus insbesondere im Totenkult schließen. In den einheimischen Bräuchen in Japan war der Tod und alles damit zusammenhängende für viele Jahrhunderte lang eine unreine und daher zu meidende Angelegenheit gewesen. Der Buddhismus bot mit seinem komplexen System von Jenseits-bezogenen Theorien und Riten eine willkommene Ergänzung zum Ahnenkult der einzelnen Klans (uji). Ein diesbezüglich sehr populärer Kult war, tote Angehörige sowohl als Kami, wie auch als Buddhas zu verehren, da der Tod eines Menschen mit dessen Eintritt ins Nirwana gleichgesetzt wurde.

### Nara-Zeit (710–794)

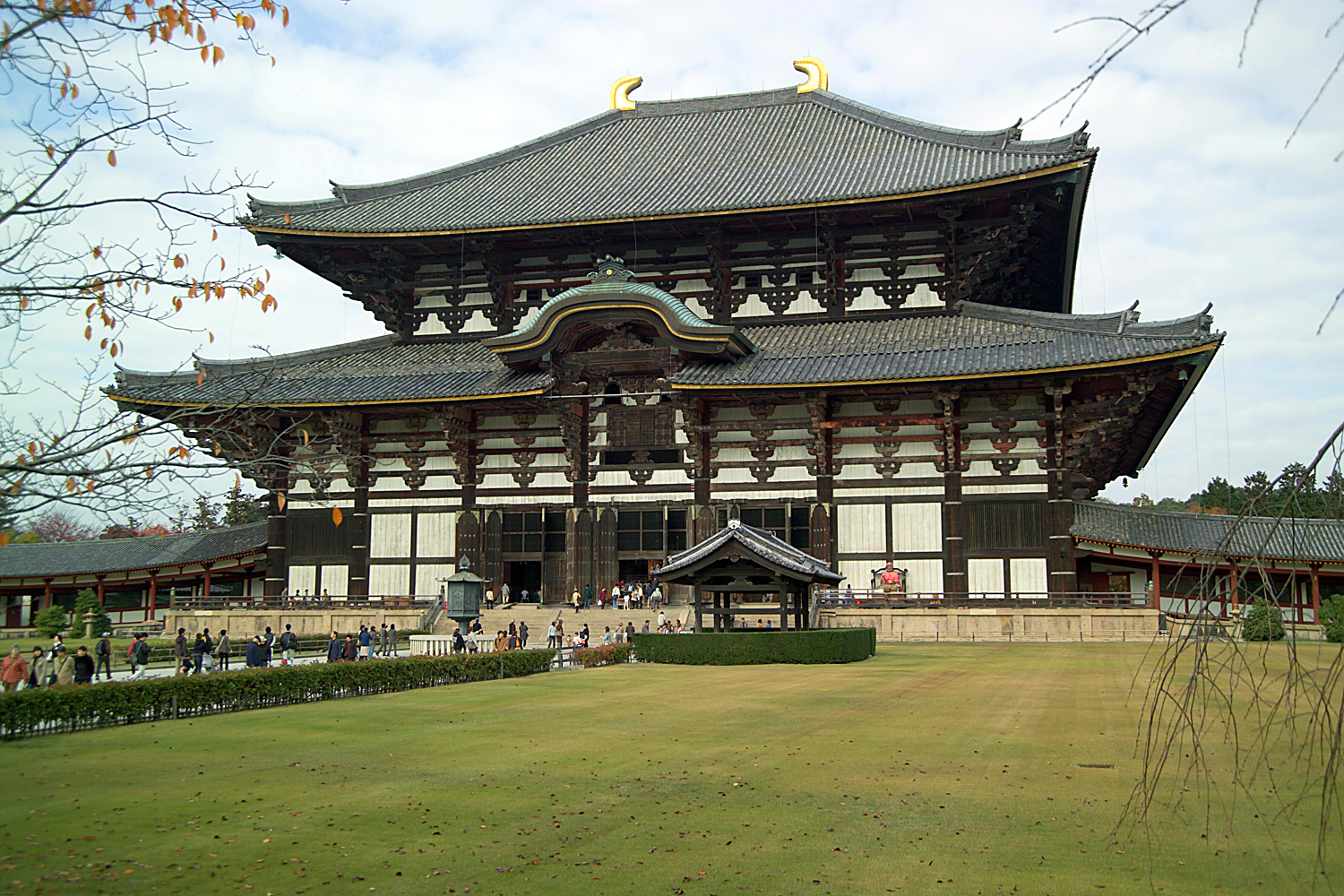
Der vom Shōmu-tennō im Jahr 745 erbaute Tōdai-ji war in der Nara-Zeit das spirituelle Zentrum des Buddhismus in Japan.

In der Nara-Zeit waren zwei generelle Ansichten bezüglich des Verhältnisses des Buddhismus zu den Kami am verbreitetsten, eine eher verehrenden, eine eher bekehrenden Charakters:
- Kami seien in Japan einheimische Dharmaschützer, womit sie ihren göttlichen Status auch im buddhistischen Verständnis ohne Widersprüche behalten und dennoch gleichzeitig mit Sutras verehrt werden konnten.

- Kami seien leidende, da noch im Samsara verfangene Wesen (entsprechend der Vorstellung von den Devas in den sechs Daseinsbereichen), die nach Erlösung durch das buddhistische Konzept der Erleuchtung strebten, also durch die Lehren Buddhas bekehrt werden mussten.

Je nach lokaler Ausprägung der religiösen Überzeugungen, insbesondere im Zusammenhang mit den weltlichen Herrschaftsstrukturen (vgl. ujigami) wurde einer der beiden Aspekte betont. Obwohl beide in affirmativer Weise die einheimischen Traditionen in die buddhistische Glaubenswelt miteinbezogen, wurde den buddhistischen Prinzipien dennoch ein prinzipieller Vorrang eingeräumt. Da sich die Verbreitung des Buddhismus in der Asuka- und Nara-Zeit zumeist auf die aristokratischen Kreise der japanischen Gesellschaft beschränkte (die bekannteste Ausnahme hierin war das Wirken des Hossō-Mönchs Gyōgi (668–749; 行基)), bestand mit dem, in dieser Unterordnung implizitem Widerspruch zur sonstigen Volksfrömmigkeit, kein praktisches Problem.
Besonders die Gottheit Hachiman stand im Zentrum der unterschiedlichsten theologischen Bewertungen und sollte bis in die Zeit des buddhistischen Reformers Nichiren eine Schlüsselrolle für das Verhältnis von Buddhismus und Shintō einerseits sowie Staat und Religion andererseits spielen.

### Heian-Zeit (794–1185)
In der Heian-Zeit wurde der Regierungssitz von Heijō-kyō (Nara) schließlich nach Heian-kyō (Kyōto) verlegt, wodurch sich die weltlichen Mächte räumlich von den einflussreichen Klöstern Naras trennten. Die Existenz buddhistischer Tempel war in Heian-kyō zunächst nur außerhalb der Stadtgrenzen erlaubt.
Wenige Jahre später traten zwei neue mahayanistische und aus den Lehren des tantrischen Buddhismus schöpfende, große buddhistische Schulen auf: die Tendai-shū, ca. 806 gegründet von Saichō auf Basis der Tiantai zong und besonders gefördert durch den Kammu-tennō; und die Shingon-shū, ca. 807 gegründet von Kūkai und besonders gefördert durch den Saga-tennō. Beide Schulen waren, im Unterschied zu den Schulen der Asuka- und Nara-Zeit, stark daran interessiert, ihre Lehren ebenfalls – wenn auch erst an zweiter Stelle nach dem Adel als primärer Zielgruppe – unter den Volksmassen zu verbreiten. Es ist eine deutliche Tendenz in dieser Zeit zu beobachten, buddhistische Lehrschriften meist mythologisch-märchenhaften Charakters (説話, setsuwa) nicht nur auf Chinesisch, der bis dato unumstrittenen Gelehrtensprache, sondern auch auf Japanisch zu verbreiten.
Diese Konzeption der Propagierung erforderte eine neue theoretische Auseinandersetzung mit allgemeinen religiösen Traditionen, um sie widerspruchsfreier als noch zuvor in die eigenen buddhistischen Konzeptionen zu integrieren, was darauf hinauslief, Kami und Buddhas oder Bodhisattvas auf eine gleiche Stufe zu stellen.
Dies wurde auch durch die erweiterten Möglichkeiten der religiösen Darstellungsformen befördert. Die ikonische buddhistische Kunst des durch Tendai- und Shingon-shū vertretenen Mikkyō-Buddhismus war in der Heian-Zeit ein beliebtes Mittel, um den bislang meist unsichtbar gebliebenen Kami erstmals (zumeist auch anthropomorphe) Gesichter und Gestalten zu geben, kam allerdings erst in der Kamakura-Zeit zu voller Blüte.

#### Kami als manifeste Buddhas und Bodhisattvas
Die Gleichstellung von Kami mit Buddhas bzw. Bodhisattvas realisierte sich in der (im Vergleich mit dem bis dato theoretischen Stand komplexen) honji-suijaku setsu (本地垂迹説; etwa: Theorie der ursprünglichen Formen und der manifesten Spuren). Diese erstmals in der Tendai-shū entwickelte Theorie besagte, dass manche Kami in Wirklichkeit Buddhas oder Bodhisattvas waren, die sich nur zum Zweck der Bekehrung und Erlösung der Menschen auf der Erde in ihrer manifesten Form (suijaku; chinesisch 垂迹, Pinyin chuíjī – „Manifeste Form“ (eines Buddha bzw. Bodhisattva als Kami im Unterschied zu dessen nur vorübergehenden Manifestationen, 權現)) als Kami zeigen würden.
Ursprünglich entstammte die theoretische Unterscheidung im Buddhismus von hon (chinesisch 本, Pinyin běn – „Originale Wurzel, Buddha bzw. seine Lehre und seine Manifestationen“) und ji bzw. japanisch shaku (chinesisch 迹, Pinyin jī – „Abbild, Spur bzw. Überlieferung [von Buddhas Lehre]“) dem Versuch des chinesischen Buddhisten Sengzhao (374–414; 僧肇) durch den Begriff běnjī (chinesisch 本迹, Pinyin běnjī – „[Einheit von] Original und Abbild“; jap. honjaku) neo-daoistische Ansichten von der strengen Unterscheidung der Welt und der Formen von Wahrheit in einen absoluten und höherwertigen sowie einen relativen und minderwertigen Bereich in den Buddhismus zu übertragen. Sengzhao hielt diese Unterscheidung für faktisch gegeben, sie sei aber im strengen Sinn selbstwidersprüchlich.
Diese Terminologie wurde vom Begründer der Tiantai zong, Zhiyi (538–597; 智顗) übernommen und zum integralen Bestandteil der Theorie seiner Schule (z. B. auch zur Unterscheidung zwischen bzw. Identifizierung von dem metaphysischen Wesen Buddhas und der historischen Persönlichkeit Siddhartha Gautama sowie den absoluten Dharma und den Lehren des historischen Buddha; vgl. Trikaya und Upaya). Damit ging sie auch in die der Tendai-shū mit ein. Dabei entstand anscheinend ein Bedeutungswandel des Begriffes honshaku hin zu honji (chinesisch 本地, Pinyin běndì – „Fundamentale bzw. ursprüngliche Verkörperung [eines Buddha bzw. Bodhisattva als Kami im Unterschied zu dessen nur vorübergehenden Manifestationen]“).
Auch die Shingon-shū und viele Shintō-Schreine (die sich dadurch eine Besserstellung der von ihnen verehrten Kami versprachen) nahmen diese Begriffe schließlich auf und propagierten ebenso in vielen Fällen das honji-suijaku (本地垂迹), was vereinfacht gesagt so ausgelegt wurde, dass ein bestimmter Kami nur dem Anschein nach von einem Buddha oder Bodhisattva verschieden und in Wahrheit jedoch identisch mit ihm sei. Stellte man sich diese Identifizierung im Einzelfall als zu extrem vor, so konnte man dem betreffenden Kami immer noch den Titel gongen (権現 „Vorübergehende Manifestation“) verleihen, so geschehen z. B. für die Kami an den Kumano-Schreinen in den Kii-Bergen.

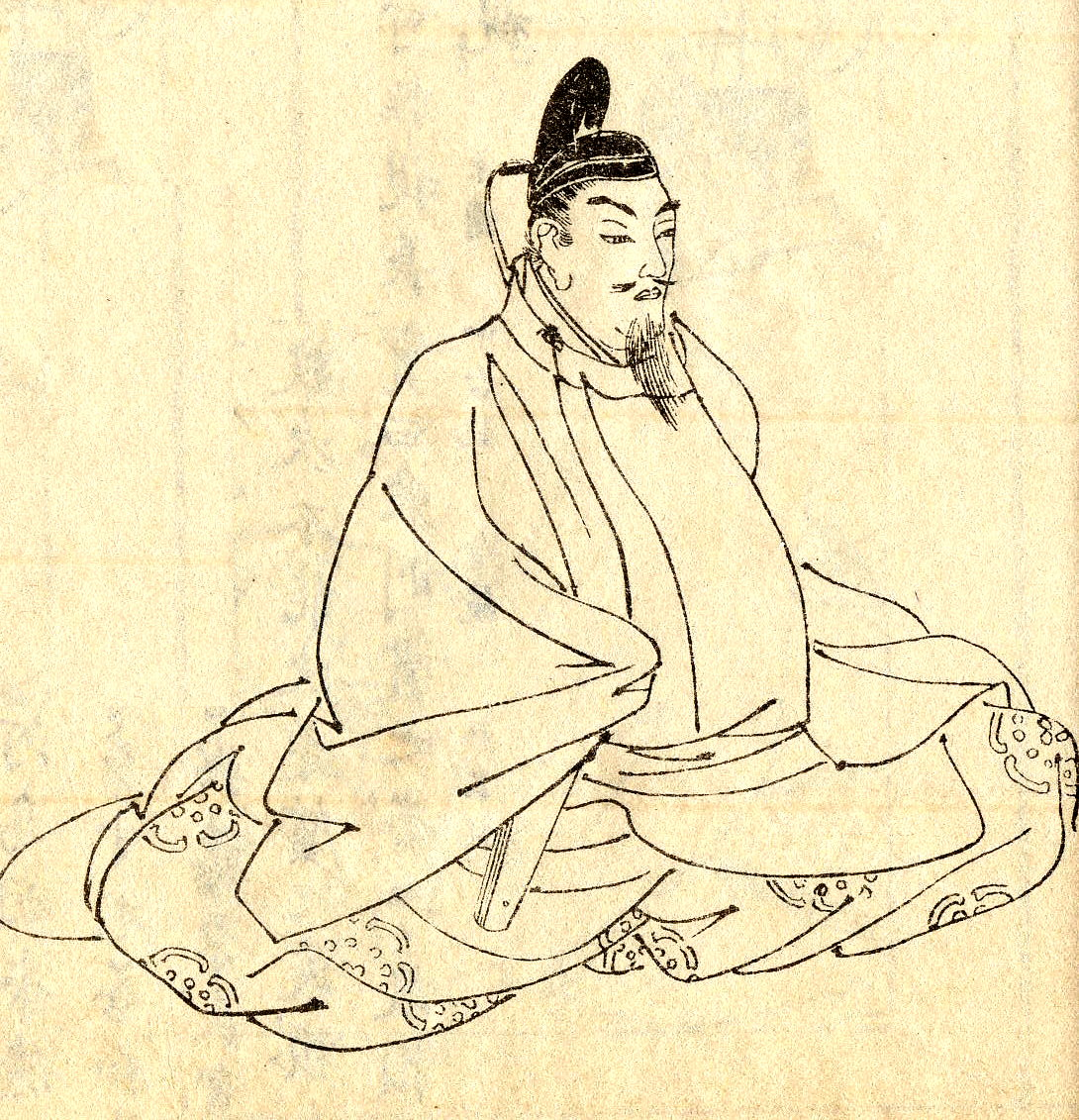
Ōno Masafusa, Zeichnung von Kikuchi Yōsai (1788–1878)

Ein anderer, ebenfalls beliebter Begriff, war die Metapher vom wakō dōjin (chinesisch 和光同塵, Pinyin héguāngtóngchén – „Licht, gedämpft und sich mit dem Staub vermischend“), ein ursprünglich aus dem vierten Kapitel des Daodejing stammende Redefigur, die bereits vor der Heian-Zeit im ostasiatischen Buddhismus weit verbreitet war und im Grunde das gleiche Konzept wie oben ausgeführt meinte: Da das Licht der Buddhas bzw. Bodhisattva zu hell für die im Samsara verhafteten Wesen sei, hätten sie es der staubhaften Struktur der Welt der Leidenden angepasst, um ihnen zu Hilfe kommen zu können. Einer der ersten Autoren, die explizit mit diesem Konzept operierten, war der Politiker und Gelehrte Ōno Masafusa (ca. 1041–1111; 大江 匡房).
Die verschiedenen Formen der Identifikation im honji-suijaku beschränkten sich jedoch nicht nur auf die Kami. So wurde der legendäre Prinz Shōtoku zunächst Ende der Nara-Zeit als gushin (chinesisch 後身, Pinyin hòushēn – „Nächster Körper in der Reihe von Wiedergeburten“) des zweiten Patriarchen der Tiantai zong, Eshi (auch: Yeshi; 515–577; chinesisch 慧思, Pinyin Huìsī), aufgefasst. In der Heian-Zeit erklärte man ihn dann zum suijaku von Dainichi Nyorai und Kannon. Zuletzt wurde er sogar für das gleichzeitige honji des Shōmu-tennō, Kūkais und des Shugendō-Führers Shōbō (832–909) gehalten.
Dem honji-suijaku setsu korrespondierte auch die Tendenz von Entscheidungen des Kaiserhauses, die Shintō-Schreine im Sinne des kaiserlichen Kultes immer stärker aufzuwerten (so geschehen z. B. in der Systematik der 22 Schreine, denen regelmäßig kaiserliche Opfergaben bereitet wurden).
Vielfach wurden schriftliche Listen angefertigt, auf denen verschiedene Personen, Kami, Buddhas und Bodhisattvas miteinander identifiziert wurden. Diese waren allerdings hochgradig inkonsistent und unterschieden sich inhaltlich nicht nur von Tempel zu Tempel oder Schrein zu Schrein, sondern auch mit zeitlichen Abständen innerhalb einer einzigen Kultstätte.

### Kamakura-Zeit (1185–1333)
Schon in der späten Heian-Zeit hatte die Erodierung des Ritsuryō-Systems begonnen, das auf der zentralen, kaiserlichen Vergabe von Lehen basierte. Zugleich wurde es, insbesondere in der Kamakura-Zeit, kontinuierlich abgelöst vom System der Shōen, steuerfreien Ländereien, deren Eigentümer zunächst noch fast ausschließlich der Aristokratie angehörten und diese Ländereien meist vom Kaiserhof aus über örtliche Tempel und später dann auch größere Schreine vor Ort verwalteten. Im Zusammenhang mit der Notwendigkeit, verstärkt auf lokale Glaubensvorstellungen Rücksicht nehmen zu müssen, verfestigten sich die honji-suijaku-Listen in kanonische Schriften größerer Schreine. Dies fand seinen entsprechenden Ausdruck besonders in der blühenden, ikonischen buddhistischen Kunst (z. B. in den Mandalas des Kasuga-Taisha oder der Kumano-Schreine).

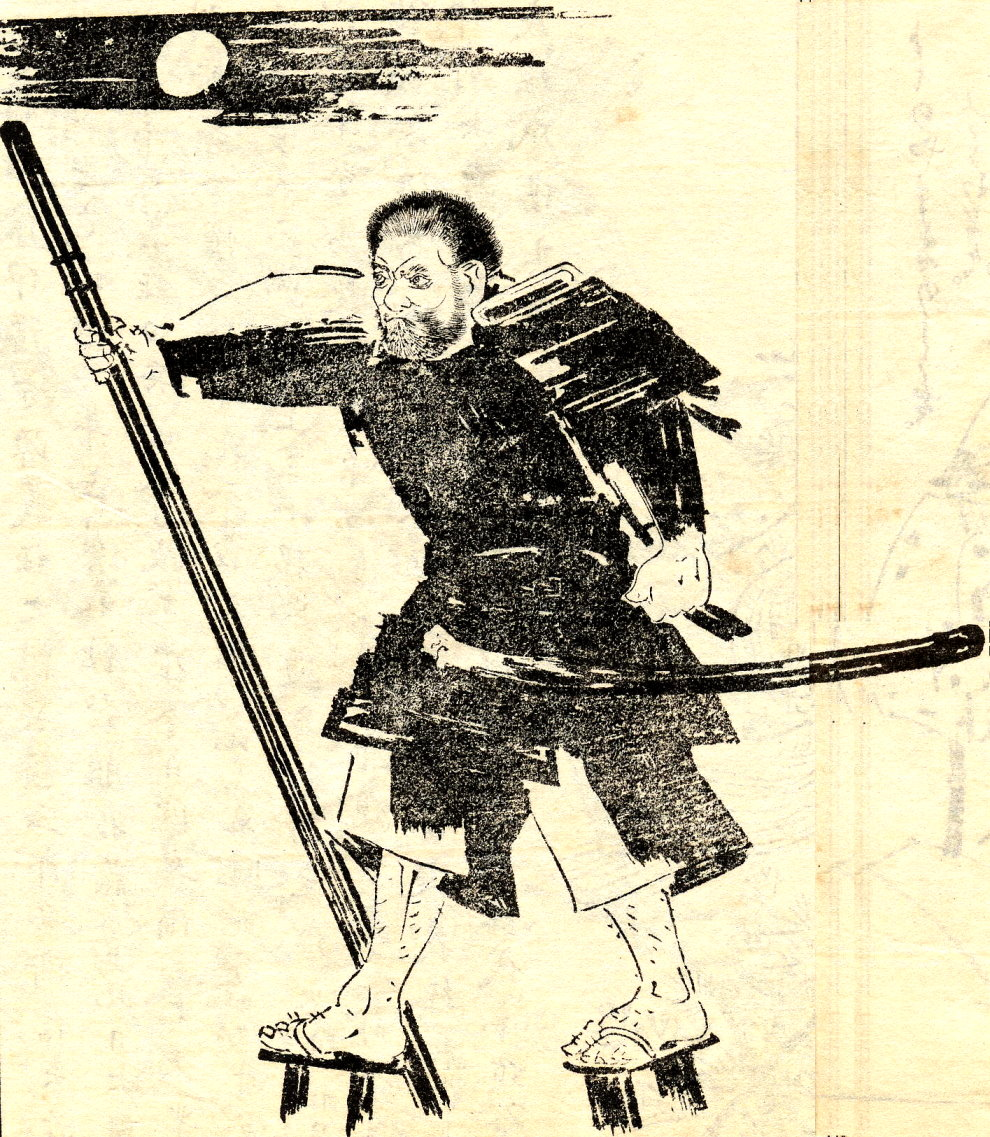
Der Kriegermönch Musashibō Benkei, Zeichnung von Kikuchi Yosai (1788–1878)

Die Shōen konkurrierten aufs heftigste miteinander um Land und mussten zugleich die innere Ordnung aufrechterhalten können. Zu diesem Zweck entstanden Privatarmeen und somit der neue, säkulare Kriegerstand (bushi), der schließlich in Form der Daimyō und des Shōgunats die faktische Macht über Japan erhalten sollte. Auch die buddhistischen Schulen und ihre Tempel hatten eigene Armeen zur Verteidigung von Shōen: die Kriegermönche (sōhei), die für die weltlichen Machthaber durchaus gefährlich werden konnten. Im politischen Chaos dieser Zeit wurde die (schon seit der Nara-Zeit in Japan bekannte) Konzeption vom Zeitalters der Degeneration des Dharma (mappō shisō) populär.
Im Japan der Kamakura-Zeit entstanden neue, wirkungsmächtige buddhistische Schulen, die sich zur Propagierung ihrer Lehren statt an den alten Adel (der weitestgehend die tatsächliche Macht verloren hatte) nun in bislang ungekanntem Maße an die breiten Bevölkerungsschichten wandten: die amidistischen Schulen (Jōdo-shū und Jōdo-Shinshū), die verschiedenen Sekten des japanischen Zen (hauptsächlich Rinzai-shū und Sōtō-shū) und der Lotos-Fundamentalismus von Nichiren und dessen Schülern.
Alle diese Schulen akzeptierten die Kami weitestgehend, wenn auch die Amidisten eher dazu neigten, keine Identifikationen vorzunehmen (durch die Vorstellung der unendlichen Gnade Amidas bestand für sie allerdings auch kein prinzipieller Antagonismus zwischen Kami und Buddhas). Besondere Bedeutung erhielten die Kami in dieser Zeit durch die zwei Mongoleninvasionen, deren Scheitern durch Taifune man rückwirkend auf den Kami- bzw. Götterwind zurückführte. Hierdurch erfuhr die Konzeption von Japan als Götterland (神国, shinkoku) eine gewaltige Aufwertung. Mit dem Begriff shinkoku wurden, insbesondere durch den Nichiren-Buddhismus, immer wieder politische Verhältnisse und Entscheidungen kritisiert, die man mit den einheimischen Gottheiten in Verbindung brachte, die sich wegen der Missachtung der „wahren“ religiösen Lehren durch die weltlichen Herrscher in der Folge von Japan abgekehrt hätten, was zugleich der Degeneration des Dharma entspräche.
Weitestgehende Systematisierung erfuhr der Shinbutsu-Shūgō in der Kamakura-Zeit zunächst durch die Tendai- und Shingon-shū. Ihre diesbezüglichen Lehren (rückwirkend und zusammenfassend auch Bukka-Shintō bzw. Bukke-Shintō genannt) wurden mit der Zeit bekannt unter den Namen Tendai- bzw. Sannō-Shintō und Shingon- bzw. Ryōbu-Shintō.

### Muromachi-Zeit (1333–1568) und Azuchi-Momoyama-Zeit (1568–1603)
Die Muromachi-Zeit war noch stärker als die Kamakura-Zeit durch innerjapanische Kriege geprägt. Schließlich verlor das Ashikaga-Shōgunat durch den Ōnin-Krieg (1467–1477) seine Macht und die alte feudale Grundordnung wurde komplett vernichtet. Dies markiert den Beginn der Zeit der streitenden Reiche. In dieser zeigte sich in extremer Weise die soziale Sprengkraft der religiösen Gruppierungen, so übernahm in den als Ikkō-ikki (ca. 1487–1580) bezeichneten Aufständen ein Konglomerat aus Bauern, Amidisten der Jōdo-Shinshū und ortsansässigen Samurai die Herrschaft über die Provinz Kaga, ähnliche Konflikte gegen die Daimyō brachen in den Provinzen Echizen, Etchū und Noto aus. In Reaktion auf Ikkō-ikki formierten sich in Kyōto bewaffnete Anhänger des Nichiren-Buddhismus zusammen mit den Milizen der örtlichen Kaufleute in den sogenannten Lotos-Rebellionen (Hokke-ikki, 1532–1536). Beide Bewegungen wurden schließlich äußerst brutal niedergeschlagen. In diese Zeit fällt auch die Ankunft des Christentums in Japan, das zunächst insbesondere wegen der guten Kontakte zu Portugiesen und Spaniern (von denen die Daimyō in der Epoche des Nanban-Handels Schusswaffen für ihre Armeen erstanden) geduldet, schließlich aber seit dem Verbot ihres Glaubens durch Toyotomi Hideyoshi in der Zeit der drei Reichseiniger immer stärkeren Repressionen ausgesetzt war.
In der Muromachi-Zeit traten die ersten Versuche auf, Shinbutsu-Shūgō von der Kami-Seite aus neu zu interpretieren und Kami sowie Buddhas einander fundamental gleichzustellen (Watarai-Shintō), bzw. Shintō als vom Buddhismus unabhängige Systematik zu konzipieren (Yoshida-Shintō).

### Edo-Zeit (1603–1868)
Das Tokugawa-Shōgunat sicherte nach langer Zeit wieder längerfristigen inneren Frieden in Japan und leitete damit die Edo-Zeit ein. In Reaktion auf die Erfahrungen in Kamakura- und Muromachi-Zeit wurde dabei besonderer Wert auf die strikte politische Kontrolle religiöser Aktivitäten gelegt, um jegliche religiös motivierten Aufstände von vorneherein zu verhindern. Christen wurden nach dem Shimabara-Aufstand brutal verfolgt und hingerichtet (ein Schicksal, das auch radikalen Amidisten und Nichiren-Anhängern widerfuhr). Wenige Jahre nach dem Shimabara-Aufstand wurde Japan komplett von der Außenwelt abgeschlossen.
Zugleich wurden die Mehrheit der bestehenden, gemäßigten buddhistischen Schulen über ihre Tempel in das sogenannte Tempelbestätigungssystem (寺請制度, terauke seido) einbezogen: Familien mussten sich bei staatlich anerkannten Tempeln in ihrer Nachbarschaft schriftlich registrieren lassen, wobei auch mit dem Mittel der Fumie der rechte Glaube der Bevölkerung überprüft wurde. Die so ausgestellten Zertifikate spielten schließlich die Rolle von Identitätsnachweisen (ähnlich einem Personalausweis, allerdings für die ganze Familie). Der Buddhismus erfuhr somit im stark bürokratisierten Tokugawa-Japan seine fast vollständige Institutionalisierung und Einbindung in die kommunale Verwaltung und brachte nur wenige Neuerungen (z. B. im Zen in Form der Ōbaku-shū und der Fuke-shū) hervor.
Diese innere Stagnation sollte auch Auswirkungen auf die Entwicklung des Shinbutsu-Shūgō haben. Seltene und in der Konsequenz auch nicht geschichtlich erfolgreiche neue Ansätze des Shinbutsu-Shūgō der Edo-Zeit waren z. B. der Reisō-Shintō (Ende 17. Jh./Anfang 18. Jh. durch den Ōbaku-Mönch Chōon Dōkai (1628–1695) bzw. den Tendai-Mönch Jōin (1683–1739)) und der Unden-Shintō (18. Jh., s. o.).

#### Neokonfuzianismus

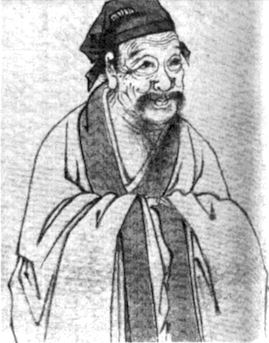
Zhu Xi (1130–1200), zentrales Vorbild der Shushigaku

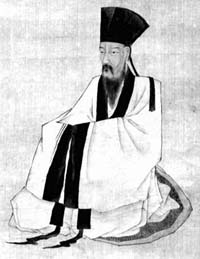
Wang Yangming (1472–1529), zentrales Vorbild der Yōmeigaku

So war die geistesgeschichtlichen Entwicklung des edozeitlichen Japan vor allem durch eine außerbuddhistische Neuerung bestimmt: der Einfuhr des Neo-Konfuzianismus aus China durch Zen-Mönche. Durch die neu belebte Beschäftigung mit dem Konfuzianismus entstanden hieraus mehrere Schulen eines konfuzianisch geprägten Shintō, des sogenannten Juka-Shintō (儒家神道). Dabei sind zwei Hauptströmungen zu unterscheiden: der lediglich konfuzianisch interpretierte Shintō einerseits (hierzu gehörten z. B. Yamaga Sokō, Nakae Tōju, Kumazawa Banzan, Kaibara Ekiken, Miwa Shissai sowie die Vertreter der historiographischen Mito-Schule) und andererseits Lehren, die eine fundamentale Einheit bzw. Identität von Shintō und Konfuzianismus vertraten und auch eigene Lehrtraditionen entwickelten (hierzu gehörten z. B. Hayashi Razan, der den Ritō-Shinchi-Shintō entwickelte; Watarai Nobuyoshi (Deguchi Nobuyoshi), ein Vertreter des Watarai-Shintō; Yoshikawa Koretari, der Begründer des Yoshikawa-Shintō; sowie Yamazaki Ansai, Begründer des Suika-Shintō).
Beiden Strömungen war die Position eigen, den Buddhismus äußerst kritisch zu be- und auch verurteilen, insbesondere auf Grundlage der konfuzianischen Kategorien „öffentlich“ (公, kō) und „privat“ (私, shi). In der staatsphilosophischen Ethik des Konfuzianismus kommt nur demjenigen ein positiver Wert zu, was dem Gemeinwohl dient. Dies bedeutete in der Konsequenz tendenziell eine Befürwortung öffentlicher Einrichtungen und zugleich eine Geringschätzung bzw. Ablehnung von privaten und damit potentiell dem Gemeinwohl abträglichen Interessen. Der Buddhismus, so die Kritik im Allgemeinen, vermische diese beiden Kategorien unzulässigerweise und sei im Grunde eine esoterische Geheimlehre, deren Prinzipien nur von Meister zu Schüler vermittelt würden (und damit eigentlich eine private Angelegenheit). Andere, wie Yamazaki Ansai, formulierten ihre Kritik am Buddhismus deutlich theologischer: Die Leugnung eines festen Selbst im Buddhismus führe auch zu einer Leugnung des Kerns der japanischen Religion; Shintō sei das ultimativ-harmonische Prinzip von Himmel-und-Erde und Yin-und-Yang, das vom buddhistischen Dharma gefährdet würde.
Zu den sich im 15. und 16. Jahrhundert entwickelnden, großen neokonfuzianischen Schulen der Shushigaku (朱子学), basierend auf den Lehren von Zhu Xi, und der Yōmeigaku (陽明学), basierend auf den Lehren von Wang Yangming, trat schließlich im 18. Jahrhundert eine neue Schule hinzu, die Kogaku (古学; etwa: „Lehre vom Alten“). Sie betrieb zum Ziel der Entwicklung neuer Sozial- und Staatsphilosophien umfassende Quellenstudien der alten Klassiker des Konfuzianismus. Aus ihr und einigen Shintō-Priestern entwickelte sich schließlich die Kokugaku („Schule des Landes“). Diese widmete sich den japanischen Klassikern (hauptsächlich Kojiki und Nihonshoki) und postulierte einen auf solcherlei philologischen Studien gegründeten, „reinen“ Shintō, der – dem Ideal des Yoshida-Shintō folgend – nichts mehr mit dem Buddhismus aber auch nichts mit sonstigen Lehren (wie Konfuzianismus und Daoismus) zu tun haben sollte. In das Zentrum dieses neu formulierten, vorgeblich ursprünglichen Shintō rückte besonders das Konzept des Kaiserkultes (Tennōismus).
Obwohl sich die shintōistischen Neokonfuzianer unter dem Tokugawa-Shōgunat nicht als Träger einer offiziellen Staatsideologie durchsetzen konnten, erhielten sie doch vereinzelt starke Unterstützung von weltlichen Herrschern, so z. B. von Hoshina Masayuki (1611–1672), Daimyō von Aizu und Regent des Shōgun Ietsuna; und Tokugawa Mitsukuni (1628–1700), Daimyō von Mito und Mäzen der Mito-Schule. Die feudale Unterstützung des Shintō drückte sich auch dahingehend aus, dass in einzelnen Daimyaten selbst die Autorität des Tempelbestätigungssystems lokalen Shintō-Schreinen übertragen wurde.

### Meiji-Zeit (1868–1912)

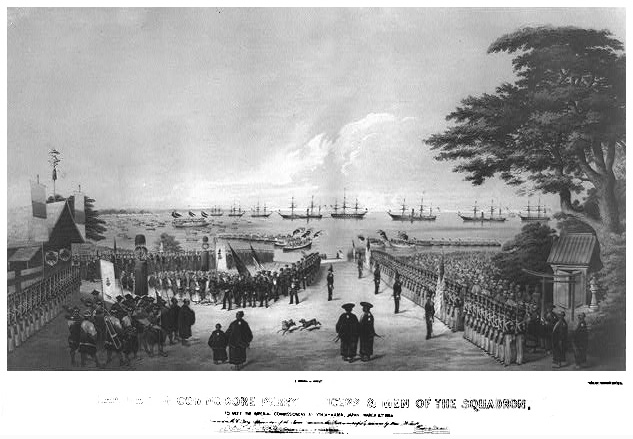
Landung des Commodore Matthew Perry mit Offizieren und Soldaten seines Eskadrons in Yokohama am 14. Juli 1853 zum Zweck des Zusammentreffens mit kaiserlichen Abgesandten

Die Öffnung der japanischen Häfen für die Westmächte durch die schwarzen Schiffe im Jahr 1853 bedeutete das allmähliche Ende des Shōgunats. Die gesellschaftlich-politischen Zustände im Japan dieser Zeit waren bestimmt durch die Einsicht, mit der bestehenden feudalen Ordnung nicht mit den Vereinigten Staaten und Europa konkurrieren zu können, es drohte eine Besatzung Japans durch die Kolonialmächte, wie es bereits in den ostasiatischen Nachbarländern (China, Indien etc.) geschehen war. Für die „Vertreibung der Barbaren“, wie sie die nationalistisch gesinnten Anhänger des Sonnō jōi forderten, war allerdings eine radikale Modernisierung Japans unbedingt notwendig geworden. Ihre Vertreter bekannten sich allerdings in der überwältigenden Mehrheit auch immer zu den als wesentlich aufgefassten, traditionellen japanischen Werten und der Verehrung des Tennō.
Mit dem Boshin-Krieg (1868–1869) wurde das Shōgunat blutig zu Fall gebracht, die Meiji-Restauration setzte ein und so wurde mit der Wiedereinsetzung des Tennō an die Spitze des japanischen Staates die Meiji-Zeit begründet. Zeitgleich wurde der sogenannte Restaurations-Shintō (Fukko-Shintō), der auf der theoretischen Grundlage der Kokugaku fußte, politisch umgesetzt: Im Rahmen der Erlasse und Gesetze des Shinbutsu-Bunri wurde in ganz Japan die völlige Trennung der bis dato fest verwachsenen einheimischen Glaubensformen und des Buddhismus betrieben. Der somit in die Tat umgesetzte „reine“ Shintō sollte schließlich der konkrete Staats-Shintō als Einheit von Kult und Staat, Religion und Regierung werden.
Wiewohl bis zum Ende des Zweiten Weltkriegs keine völlige Unterdrückung des Buddhismus in Japan stattfand und er sogar zeitweilig wieder in den Staats-Shintō integriert wurde (zur Propagierung der Großen Lehre (Taikyō) im Volk), sowie aktive Förderung der Staatsideologie durch manche Vertreter des japanischen Buddhismus (insbesondere aus den Zen- und Nichiren-Schulen) betrieben wurde, war die aus dieser Zeit resultierende Trennung von Shintō und Buddhismus so krass, dass ihre Folgen bis in die Gegenwart angehalten haben und weiterhin die Vorstellung vom Shintō als nationaler Religion Japans prägen.

## Synkretistische Shintō-Richtungen

### Shingon-Shintō

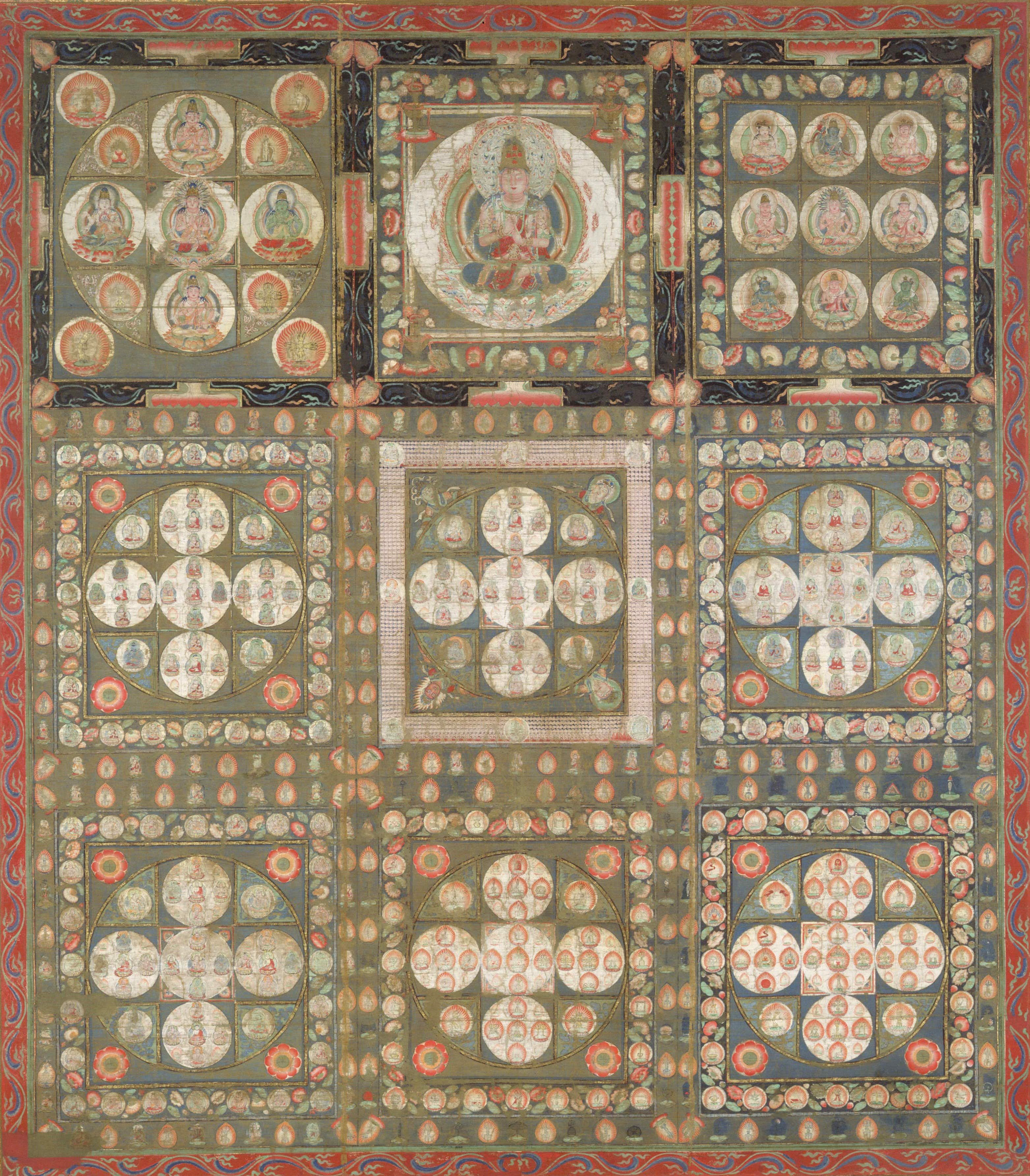
Kongōkai-Mandala

Der Shingon-Shintō (真言神道), auch Ryōbu-Shintō (両部神道; dt. etwa „Shintō der beiden Teile [des Ise-jingū]“, diese Bezeichnung geht auf Yoshida Kanetomo, den Begründer des Yoshida-Shintō zurück, s. u.) war wesentlich erfolgreicher als der Tendai-Shintō. Dennoch gehen die wesentlichen seiner Inhalte, insbesondere in seiner frühen Phase von der späten Heian-Zeit bis zur Mitte der Kamakura-Zeit, eher auf Tendai- als auf Shingon-Lehren zurück, zudem gab es Wechselwirkungen mit dem Watarai-Shintō.
Er zeichnete sich aus durch eine radikale Bereitschaft, nahezu jeden Kami mit Amaterasu und Dainichi zu identifizieren.
Im Zentrum seiner Theologie standen der Innere und der Äußere Schrein des Ise-jingū, die mit den beiden Welten im Shingon-Buddhismus gleichgesetzt wurden: die Mutterschoß-Welt (胎蔵界, taizōkai) mit dem Inneren Schrein (内宮, Naikū) und die Vajra-Welt (金剛界, kongōkai) mit dem Äußeren Schrein (外宮, Gekū). Die Gottheiten im Inneren und Äußeren Schrein wurden dementsprechend mit den Dainichis der beiden Welten identifiziert: Amaterasu, die im Inneren Schrein eingeschreint ist, mit dem Dainichi Nyorai der Mutterschoß-Welt und Toyouke, die im Äußeren Schrein eingeschreint ist, mit dem Dainichi der Vajra-Welt. Beide Teile verhielten sich zueinander wie im „Mandala der Zwei Welten“ (両界曼荼羅, Ryōkai mandara) bzw. „Mandala der Zwei Teile“ (両部曼荼羅, Ryōbu mandara). Hauptsächliche schriftliche Grundlage hierfür war das Tenchi Reiki-ki.
Innerhalb des Ryōbu-Shintō entstanden in seiner späten Phase (späte Kamakura-Zeit bis zur Süd- und Nordhof-Periode) zwei herausragende Schulen, die ihre Lehren auch unabhängig vom Ise-jingū entwickelten, welche ihrerseits sogar Eingang in die bildenden und darstellenden Künste des mittelalterlichen Japans nahmen:
- der Miwa-Shintō (bzw. der Shintō der Miwa-ryū) hatte seine Zentren an den zwei jingūji des Ōmiwa-Schreins, dem Ōmiwa-dera (auch Ōgorin-ji; benannt nach dem Berg Miwa in der Provinz Yamato, der als göttlicher Körper des Ōmiwa-dera galt) und dem Byōdō-ji, dessen Erbauer Kyōen (1140–1223; auch Keien) als Gründer der Schule gilt, während manche Forscher die wahre Grundlegung Eison (1203–1290) zuschreiben. Die meisten Details zu den Aktivitäten dieser Schule liegen jedoch im Dunkel, da der Großteil der zugänglichen Quellen über sie aus der Edo-Zeit stammt.
- der Goryū-Shintō (auch Ninnaji, nach dem Tempel, wo sie ihren Hauptsitz hatte, dem Ninna-ji in Kyōto). Diese Schule bezog sich besonders auf den Kaiserkult sowie den Gründer der Shingon-shū, Kūkai.

Der Ryōbu-Shintō blieb bis in die Edo-Zeit sehr populär und erfuhr z. B. durch den Unden-Shintō (雲伝神道) des Shingon-Mönchs Jiun Onkō (1718–1804; 慈雲飲光) eine Renaissance, geriet aber auch in die heftige Kritik von Konfuzianern und dem sogenannten Fukko-Shintō der Kokugaku. Schließlich wurden ihm mit den politischen Beschlüssen im Rahmen des Shinbutsu-Bunri die Grundlagen entzogen.

### Tendai-Shintō
Der Tendai-Shintō (天台神道; auch Sannō-Ichijitsu-Shintō (山王一実神道; dt. etwa „Shintō des Sannō und der einzigen Realität“), in Bezug auf die Berggottheit Sannō des Hieizan, die auch mit Amaterasu identifiziert wurde; oder Hie-Shintō (日吉神道), Hie (日吉) waren für gewöhnlich die Namen der Schreine für Sannō) hatte als Zentrum seiner Entwicklung den Enryaku-ji und dessen chinjusha, den Hie-Taisha. Er entstand Ende der Kamakura-Zeit bzw. während der Süd- und Nordhof-Periode herum um den Bergkult (von ursprünglich mehreren Kami) des Hiei-zan und die umliegenden Shōen der Tendai-shū, deren Bauern meist noch mehrheitlich den alten Glaubensformen anhingen. 

### Watarai-Shintō

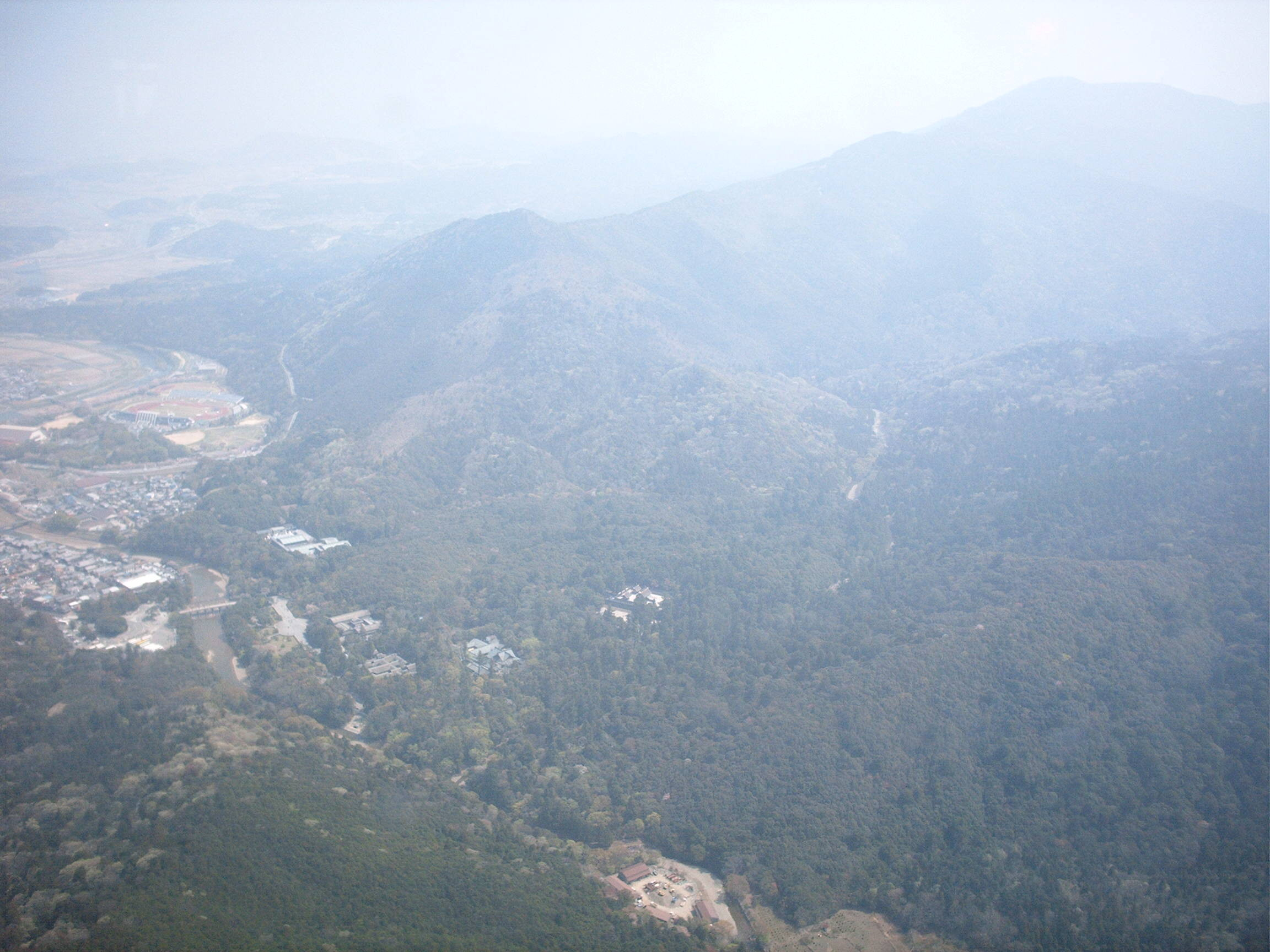
Lage des Inneren Schreins (Naikū)

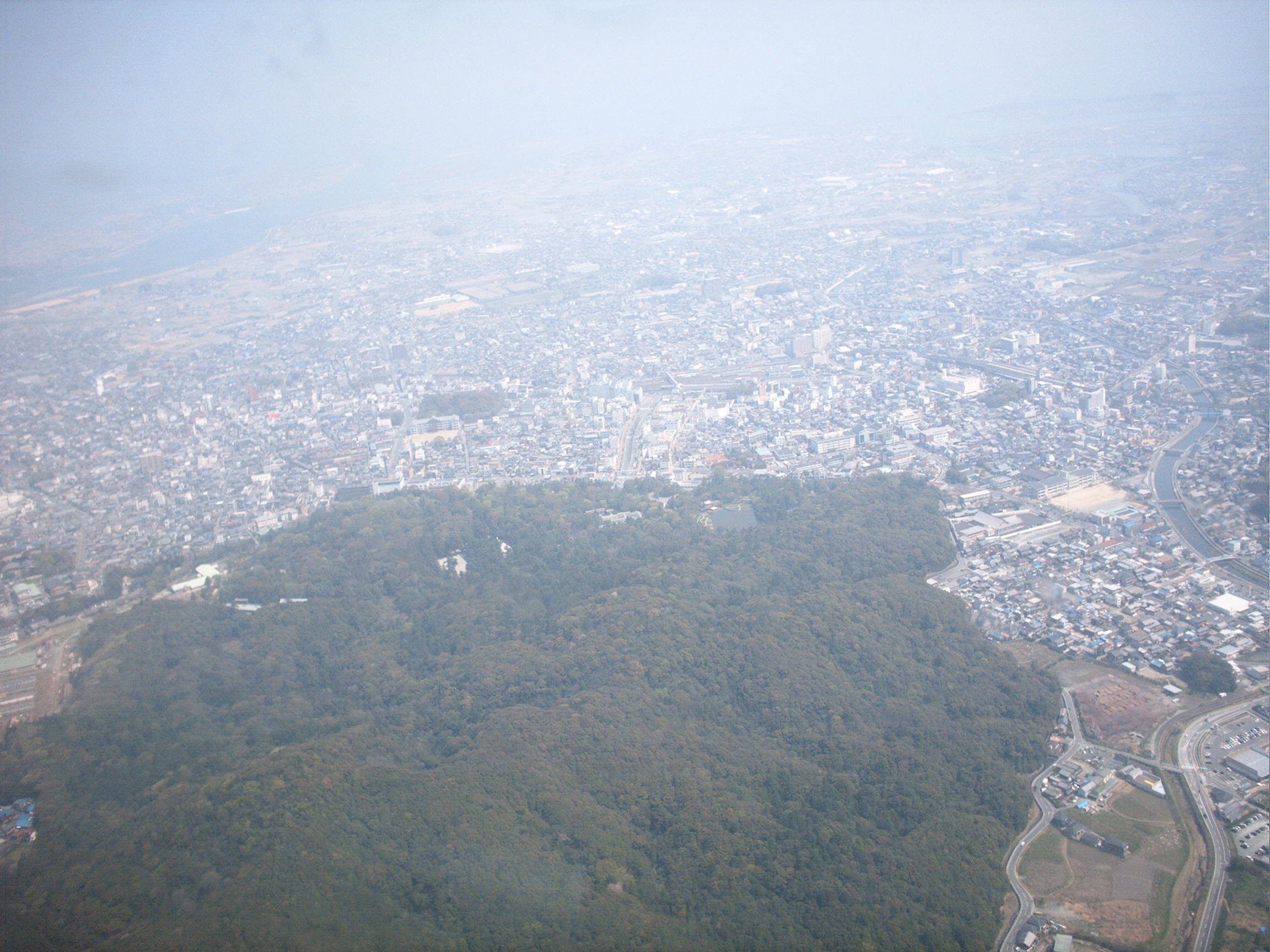
Lage des Äußeren Schreins (Gekū)

Der Watarai-Shintō (度会神道) bzw. Ise-Shintō (伊勢神道) oder auch Gekū-Shintō (外宮神道) wurde von der Priesterfamilie Watarai, zuständig für den Äußeren Schrein des Ise-jingū Ende der Kamakura- bzw. Anfang der Muromachi-Zeit entwickelt, um die Gottheit des Äußeren Schreins, bis dato mit Namen saijin, gegenüber der Gottheit des Inneren Schreins, Amaterasu (seit Jahrhunderten als Ahnherrin des Kaiserhauses angesehen), aufzuwerten bzw. in der Formel von den zwei Schreinen als einem Licht (nikū ikkō) gleichzusetzen.
Zu diesem Projekt gesellten sich allerdings in der frühen Phase auch viele buddhistische Mönche, insbesondere aus der Shingon-shū. Später, in der Edo-Zeit, fügte man konfuzianische Elemente (wie Reinheit und Wahrhaftigkeit) und kosmogonische Aspekte aus der Yin-Yang-Elementenlehre mit ein.

### Yoshida-Shintō
Hauptartikel: Yoshida-Shintō

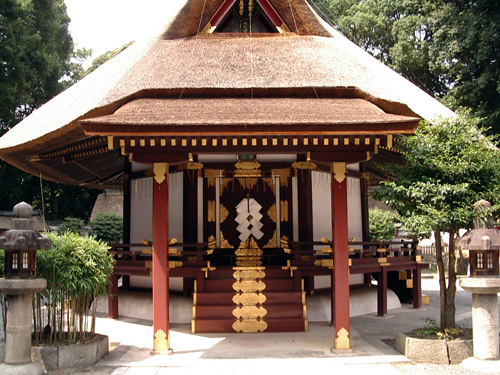
Taigen-kyū, das Hauptheiligtum des Yoshida-Shintō im Yoshida-Schrein

Der Yoshida-Shintō bzw. Urabe-Shintō wurde auf den Grundlagen des Watarai-Shintō Ende des 15. bzw. Anfang des 16. Jahrhunderts von Yoshida Kanetomo (1435–1511) entwickelt. Obwohl von diesem als rein und nicht mit den drei Lehren vermischt gepriesen, hatte der Yoshida-Shintō jedoch wesentliche Anleihen beim Mikkyō, dem Ryōbu-Shintō, sowie Onmyōdō und Daoismus. Dennoch war der Yoshida-Shintō die früheste Ausarbeitung einer religiösen Systematik, die sich selbst explizit mit dem Begriff „Shintō“ und in Abgrenzung zu allen anderen Glaubenslehren bezeichnete, was die Weichen für die später radikalisierte Konzeption einer Emanzipation des Shintō als ganz und gar eigenständiger Religion stellte.
Der Yoshida-Shintō verbreitete sich bis zum Anbruch der Moderne, stark begünstigt vom Kaiserhaus und der Vernachlässigung ländlicher Gegenden durch die etablierten buddhistischen Schulen. Mit dem Aufkommen neuer Schulen des Shintō und der japanischen Renaissance des Konfuzianismus im 17. und 18. Jahrhundert verlor er jedoch immer mehr an Boden und sah sich bezeichnenderweise vermehrt dem Vorwurf des Synkretismus ausgesetzt. Seine Kontrolle über die (kleineren) Schreine des Landes wurde ihm schließlich in der Meiji-Zeit gesetzlich entzogen.

### Hokke-Shintō
Zentrale Doktrin des Hokke-Shintō (法華神道) war das dem Sanmon-Zweig des Tendai-Shintō entliehene Konzept der sanjūbanshin (三十番神): 30 Kami, die als Schutzgottheiten des Lotos-Sutras aufgefasst wurden und Japan entsprechend der rechten Ehrerweisung ihnen und dem wahren Dharma gegenüber entweder schützten oder verließen. Einer der ersten Vertreter dieser Lehre dürfte der Nichiren-Schüler Nichizō (1269–1342) gewesen sein.
Obwohl Nichiren mit seiner Schule sowie viele seiner Schüler und deren Schulen (insbesondere Nakayamamon-ryū und Nichizōmon-ryū) sich von Anfang an intensiv darum bemühten, die Kami als die Götter Japans in ihre Lehren mit einzubeziehen, wurde der zugrundeliegende Synkretismus des Hokke-Shintō erst Ende der Muromachi- bzw. Anfang der Edo-Zeit systematisiert, wobei er stark durch den Yoshida-Shintō beeinflusst wurde. Sowohl wegen der früh einsetzenden inneren Zersplitterung des Nichiren-Buddhismus als auch der Wirkungsmacht anderer Lehrtraditionen des Shintō wurde der Hokke-Shintō jedoch nie so populär wie seine Vorgänger und Konkurrenten.